# Alejandro Awada
Alejandro Awada (Villa Ballester, 7 de desembre de 1961) és un actor argentí que ha participat en un gran nombre de pel·lícules, programes televisius i obres de teatre.

## Biografia
Alejandro Awada va néixer a Villa Ballester, Buenos Aires, en una família d'origen sirià-libanès. És fill de l'empresari libanès naturalitzat argentí Abraham Awada, amo de la marca d'indumentària Awada, i d'Elsa Esther «Pomi» Baker Yessi, filla d'immigrants sirians. A més, és germà de Juliana Awada, cap de dissenyadores de l'empresa, i esposa de l'expresident Mauricio Macri. Va cursar els seus estudis secundaris en el Hölters Schule, col·legi bilingüe alemany. Va intentar fer la carrera en Ciències Econòmiques dues vegades i va treballar en una fàbrica del seu pare. Després d'un intent de casament frustrat, va canviar el rumb dels seus estudis i es va dedicar a l'actuació. Té una filla anomenada Naiara Awada qui també és actriu.

## Carrera
Els seus primers passos van ser en el teatre under, en obres com Teatrazo 85 o América Hechiceza. Aquesta etapa, en la qual realitzava obres escassament professionals, va durar fins a 1988, quan va ser internat tres mesos.
Awada va començar la seva carrera al cinema en 1992, amb una petita aparició com a extra en la filmació de "Highlander II" a Buenos Aires, però després va tenir "una ratxa de poc més de 5 anys" sense aparèixer en la pantalla gran.
Va tornar a reprendre l'actuació amb el director Raúl Serrano i va participar en nombrosos projectes. En teatre, La reina de la belleza, Monelle, El pan de la locura, etc.; en cinema, Comodines, Nueve reinas, Un amor de Borges, Whisky Romeo Zulu, Tiempo de valientes 'La suerte está echada, etc. i a televisió, Cartas de amor en casete, Con alma de tango, Poliladron, Nano, Drácula, Buenos vecinos, Hombres de honor, Sos mi vida, Mujeres de nadie, entre d'altres.
Durant el 2009 va participar del programa Los exitosos Pells com a actor invitat on va interpretar al pare de Sol Casenave, un dels personatges protagonistes interpretat per Carla Peterson. La seva participació inicial va ser per uns pocs capítols, encara que més endavant es va unir a l'elenc regular en l'etapa final del programa i el seu personatge va ser decisiu en el desenvolupament del final de la història.

## Teatre
| Teatre    | Teatre                                      | Teatre         | Teatre              | Teatre                  | Teatre    |
| Any       | Obra                                        | Personatge     | Direcció            | Producció               | País      |
| --------- | ------------------------------------------- | -------------- | ------------------- | ----------------------- | --------- |
| 1996      | Aquellos gauchos judíos                     |                |                     |                         | Argentina |
| 1997      | Martha Sturtz                               |                |                     |                         | Argentina |
| 1997      | La visita de la anciana dama                |                |                     |                         | Argentina |
| 1999      | La reina de la belleza                      |                |                     |                         | Argentina |
| 1999      | AUn tranvía llamado deseo                   |                |                     |                         | Argentina |
| 2002      | La venganza de Don Mendo                    |                |                     |                         | Argentina |
| 2002      | La paz del hogar                            |                |                     |                         | Argentina |
| 2003-2004 | Perdonar es divino, una farsa impresentable |                |                     |                         | Argentina |
| 2004      | Un toque de inspiración                     |                |                     |                         | Argentina |
| 2004      | Medea                                       |                |                     |                         | Argentina |
| 2005      | La fierecilla domada                        |                |                     |                         | Argentina |
| 2005-2006 | Justo en lo mejor de mi vida                |                |                     |                         | Argentina |
| 2006      | El pan de la locura                         |                |                     |                         | Argentina |
| 2006-2007 | Días contados                               |                | Oscar Martínez      |                         | Argentina |
| 2007      | Bajo el péndulo                             |                |                     |                         | Argentina |
| 2007      | El último yankee                            |                | Laura Yusem         |                         | Argentina |
| 2008      | Codicia                                     |                |                     |                         | Argentina |
| 2008-2009 | Dias contados                               |                | Oscar Martínez      |                         | Argentina |
| 2009      | Conversaciones después de un entierro       |                |                     |                         | Argentina |
| 2009      | Titulares (La voz del pueblo)               | Natalio Botana |                     |                         | Argentina |
| 2009      | Vestir al desnudo                           |                |                     |                         | Argentina |
| 2009      | La mandrágora                               |                |                     |                         | Argentina |
| 2010      | El anatomista                               |                |                     |                         | Argentina |
| 2011      | El aire del río                             |                |                     |                         | Argentina |
| 2011      | Los poetas de Mascardó                      |                |                     |                         | Argentina |
| 2012      | Argentinien                                 |                |                     |                         | Argentina |
| 2013      | Cuando el tiempo está después               | Voz en off     |                     |                         | Argentina |
| 2013      | La mesa de los galanes - Ciclo Teatrísimo   |                |                     |                         | Argentina |
| 2013-2014 | El placard                                  | Bermúdez       | Lía Jelín           | Spadone i Lino Patalano | Argentina |
| 2018      | Perfectos desconocidos                      |                | Guillermo Francella |                         | Argentina |

## Cinema
| Cinema | Cinema                                 | Cinema            | Cinema                                  | Cinema                         | Cinema                | Cinema             |
| Any    | Pel·lícula                             | Producció         | Direcció                                | Personatge                     | Notes                 | País               |
| ------ | -------------------------------------- | ----------------- | --------------------------------------- | ------------------------------ | --------------------- | ------------------ |
| 1997   | Comodines                              |                   | Jorge Nisco                             |                                |                       | Argentina          |
| 1997   | 24 horas (Algo está por explotar)      |                   | Luis Barone                             |                                |                       | Argentina          |
| 1997   | El sueño de los héroes                 |                   | Sergio Renán                            | Organillero                    |                       | Argentina          |
| 1998   | Corazón iluminado                      |                   | Héctor Babenco                          |                                |                       | Argentina          |
| 1999   | Dónde estaba Dios cuando te fuiste     |                   | Marcelo Schapces                        |                                | curtmetratge          | Argentina          |
| 1999   | El visitante                           |                   | Javier Olivera                          |                                |                       | Argentina          |
| 1999   | Tesoro mío                             |                   |                                         |                                |                       | Argentina          |
| 2000   | Pescado crudo                          |                   | Milagros Roque Pitt i Alejandro Montiel |                                |                       | Argentina          |
| 2000   | Acrobacias del corazón                 |                   | Teresa Constantini                      | Rafael                         |                       | Argentina          |
| 2000   | El camino                              |                   | Javier Olivera                          | Reverendo                      |                       | Argentina          |
| 2000   | Nueve reinas                           |                   | Fabián Bielinsky                        | Washington                     |                       | Argentina          |
| 2000   | Un amor de Borges                      |                   | Javier Torre                            |                                |                       | Argentina          |
| 2000   | Buenos Aires plateada                  |                   | Luis Barone                             |                                |                       | Argentina          |
| 2001   | La fuga                                |                   | Eduardo Mignogna                        | Tomás Opitti                   |                       | Argentina          |
| 2001   | Cabeza de tigre                        |                   | Claudio Etcheverry                      |                                |                       | Argentina          |
| 2002   | Sin intervalo                          |                   |                                         |                                |                       | Argentina          |
| 2002   | Apasionados                            |                   |                                         | Mecánico                       |                       | Argentina          |
| 2002   | Dibu 3, la gran aventura               |                   |                                         | Profesor Doxon                 |                       | Argentina          |
| 2003   | Whisky Romeo Zulu                      |                   |                                         | Gonzalo                        |                       | Argentina          |
| 2003   | El tigre escondido                     |                   |                                         | Bernardo                       |                       | Argentina          |
| 2003   | El día que me amen                     |                   |                                         | Director                       |                       | Argentina          |
| 2003   | El séptimo arcángel                    |                   |                                         | Néstor 'El Turco' Yapur        |                       | Argentina          |
| 2004   | El borde del tiempo                    |                   |                                         |                                |                       | Argentina          |
| 2004   | El 48                                  |                   |                                         | Alfredo                        |                       | Argentina          |
| 2004   | Ay, Juancito                           |                   |                                         | Héctor Cámpora                 |                       | Argentina          |
| 2004   | Peligrosa obsesión                     |                   |                                         | Santoro                        |                       | Argentina          |
| 2004   | Partiendo átomos                       |                   |                                         | Científico                     |                       | Argentina          |
| 2005   | La suerte está echada                  |                   |                                         |                                |                       | Argentina          |
| 2005   | Tigre escondido                        |                   |                                         | Bernardo                       |                       | Argentina          |
| 2005   | El aura                                |                   |                                         |                                |                       | Argentina          |
| 2005   | Tiempo de valientes                    |                   |                                         |                                |                       | Argentina          |
| 2006   | Suspiros del corazón                   |                   |                                         | Mecánico                       |                       | Argentina          |
| 2006   | El Ratón Pérez                         |                   |                                         | Ratón Pérez                    | Protagonista - La Veu | Argentina          |
| 2007   | Arizona Sur                            |                   |                                         |                                |                       | Argentina          |
| 2007   | El traductor                           |                   |                                         |                                |                       | Argentina          |
| 2008   | Bye bye life                           |                   |                                         | Médico                         |                       | Argentina          |
| 2008   | El Ratón Pérez 2                       |                   |                                         | El Ratón Pérez 2               | Protagonista - La Veu | Argentina          |
| 2009   | Felicitas                              |                   |                                         | Carlos José Guerrero y Reissig |                       | Argentina          |
| 2010   | Eva y Lola                             |                   |                                         | Daniel                         |                       | Argentina          |
| 2010   | La voz                                 |                   |                                         |                                | curtmetratge          | Argentina          |
| 2011   | Verdades verdaderas: La vida de Estela |                   |                                         |                                |                       | Argentina          |
| 2012   | Días de pesca                          |                   |                                         | Marco                          |                       | Argentina          |
| 2012   | De martes a martes                     |                   |                                         | Alfredo Westoizen              |                       | Argentina          |
| 2012   | La cola                                |                   |                                         | Félix Cayetano Gómez           |                       | Argentina          |
| 2012   | La araña vampiro                       |                   |                                         | Antonio                        |                       | Argentina          |
| 2012   | Una mujer sucede                       |                   |                                         | Fernández                      |                       | Argentina          |
| 2013   | Cuando yo te vuelva a ver              |                   |                                         | Félix                          |                       | Argentina          |
| 2013   | Samurai                                |                   |                                         | Poncho Negro                   |                       | Argentina          |
| 2014   | El misterio de la felicidad            |                   |                                         | Oudukian                       |                       | Argentina          |
| 2014   | El inventor de juegos                  |                   |                                         | Gabler                         |                       | Argentina · Canadà |
| 2016   | HUGUITO                                |                   | Pablo J Cosco                           |                                |                       | Argentina · España |
| 2016   | Mecánica popular                       | Alejandro Agresti |                                         |                                |                       | Argentina          |
| 2016   | Los últimos                            |                   |                                         |                                |                       | Argentina          |
| 2016   | Resentimental                          |                   |                                         |                                |                       | Argentina          |
| 2016   | El jugador                             |                   | Dan Gueller                             | Alejandro Reynoso              |                       | Argentina          |
| 2016   | Amateur                                |                   |                                         | Guillermo Battaglia            |                       | Argentina          |
| 2017   | El bar                                 |                   | Álex de la Iglesia                      | Sergio                         |                       | España             |
| 2018   | El otro hombre                         | Sabrina Farji     |                                         |                                |                       | Argentina          |
| 2018   | Sangre blanca                          |                   | Bárbara Sarasola-Day                    |                                |                       | Argentina          |
| 2024   | Los simuladores                        |                   | Damián Szifron                          | Marcos Molero                  |                       |                    |

## Televisió

### Telenovel·les
| Telenovel·les | Telenovel·les           | Telenovel·les     | Telenovel·les          | Telenovel·les | Telenovel·les |
| Any           | Programa                | Personatge        | Notes                  | Canal         | País          |
| ------------- | ----------------------- | ----------------- | ---------------------- | ------------- | ------------- |
| 1994          | Nano                    |                   | Elenc                  | El Trece      | Argentina     |
| 1996          | Mi familia es un dibujo | Rolo              | Elenc                  | Telefé        | Argentina     |
| 1996          | Zíngara                 |                   | Elenc                  | Telefé        | Argentina     |
| 1999          | Buenos vecinos          | Cátulo Pinillos   | Elenc                  | Telefé        | Argentina     |
| 2005          | Hombres de honor        | Renato De Luca    | Elenc                  | El Trece      | Argentina     |
| 2006          | Sos mi vida             | Alfredo Uribe     | Elenc                  | El Trece      | Argentina     |
| 2007          | Mujeres de nadie        | Juan Carlos Rossi | Elenc                  | El Trece      | Argentina     |
| 2009          | Los exitosos Pells      | Roberto           | Participación Especial | Telefé        | Argentina     |
| 2010          | Alguien que me quiera   | Sandro            | Elenc                  | El Trece      | Argentina     |

### Sèries i unitaris
| Sèries i Unitaris | Sèries i Unitaris           | Sèries i Unitaris | Sèries i Unitaris                       | Sèries i Unitaris | Sèries i Unitaris            |
| Any               | Programa                    | Personatge        | Notes                                   | Canal             | País                         |
| ----------------- | --------------------------- | ----------------- | --------------------------------------- | ----------------- | ---------------------------- |
| 1993              | Cartas de amor en casete    |                   | Elenc                                   | ATC               | Argentina                    |
| 1995-1997         | Poliladron                  |                   | Elenc                                   | El Trece          | Argentina                    |
| 1996              | Verdad consecuencia         | Felipe            | Elenc                                   | El Trece          | Argentina                    |
| 1999              | Drácula                     | Zorda             | Elenc                                   | América TV        | Argentina                    |
| 2000-2001         | Tiempo final                | Omar              | Elenc                                   | Telefé            | Argentina                    |
| 2001              | Código negro                | Cuevas            | Elenc                                   | Canal 7           | Argentina                    |
| 2001              | Cuentos de pel·lícula       |                   |                                         | Canal 7           | Argentina                    |
| 2002              | Relaciones carnales         |                   | Elenc                                   |                   | Argentina                    |
| 2003              | Tres padres solteros        | Rino              | Elenc                                   | Telefé            | Argentina                    |
| 2003              | Sol negro                   | Enrique Bustos    | Elenc                                   | América TV        | Argentina                    |
| 2003              | Zafando, por ahora          | Moyano            | Protagonista                            | Telefé            | Argentina                    |
| 2003              | Los simuladores             | Marcos Molero     | Elenc                                   | Telefé            | Argentina                    |
| 2005-2006         | Mujeres asesinas            | AbogadoMariano    | Ep: Ema, costureraEp: Cristina, rebelde | El Trece          | Argentina                    |
| 2005              | Numeral 15                  |                   | Ep: "Sin crédito"                       | Telefé            | Argentina                    |
| 2010              | Epitafios II                | Alfonso Velázquez | Elenc                                   | HBO               | Argentina                    |
| 2011              | Maltratadas                 | Antonio           | Ep: "Por amor"                          | América TV        | Argentina                    |
| 2011              | Historias de la primera vez |                   | Ep: "La primera vez que llore"          | América TV        | Argentina                    |
| 2011              | El paraíso                  | Dr. Carlos Azhar  | Elenc                                   | Canal 7           | Argentina                    |
| 2013              | Historias de corazón        | Omar              | Ep: La mamá de Santiago                 | Telefé            | Argentina                    |
| 2013              | Historias de diván          | Antonio           | Ep 3: “La Culpa De Antonio”             | Telefé            | Argentina                    |
| 2014              | El legado                   | Carlos Batallani  | Elenc principal                         | Canal 9           | Argentina                    |
| 2015              | Pan y vino                  | Médico            | Ep 4: "La fiebre"                       | América TV        | Argentina                    |
| 2015              | El hipnotizador             | Mendiza           | Ep 1: "La cinta amarilla"               | HBO               | Brasil · Argentina · Uruguay |
| 2015              | El otro                     | César González    | Elenc principal                         | Canal 7           | Argentina                    |
| 2015              | Historia de un clan         | Arquímedes Puccio | Protagonista                            | Telefé            | Argentina                    |
| 2015              | El mal menor                | Ernesto           | Ep 8: "Joaquín y Crescencio"            | Canal 7           | Argentina                    |
| 2016              | Matungo                     |                   | Protagonista                            |                   | Perú · Argentina             |
| 2016              | Ahí afuera                  | Germán Wegner     | Elenc principal                         | Studio+           | Argentina · França           |
| 2019              | El marginal                 | Oliverio Bruni    | Antagonista                             | TV Pública        | Argentina                    |
| 2020              | El secretario               | Julio Brigante    | Protagonista                            | TV Pública        | Argentina                    |
| 2020              | Post mortem                 | David Castro      | Co-protagonista                         | Flow              | Argentina                    |
| 2021              | El reino                    | Procurador        | Personaje recurrente                    | Netflix           | Argentina                    |
| 2022              | Iosi, el espía arrepentido  | Saúl Menajem      | Elenc principal                         | Amazon Prime      | Argentina                    |

## Premis i nominacions
| Any  | Premi               | Categoria                       | Programa                                         | Resultato |
| ---- | ------------------- | ------------------------------- | ------------------------------------------------ | --------- |
| 2005 | Premi Martín Fierro | Actor de repartiment en Drama   | Numeral 15 y Hombres de honor                    | Guanyador |
| 2006 | Premi Martín Fierro | Actor de repartiment en Drama   | Mujeres asesinas                                 | Nominat   |
| 2006 | Premi Martín Fierro | Actor de repartiment en Comèdia | Sos mi vida                                      | Nominat   |
| 2007 | Premi Martín Fierro | Actor Protagonista de Novel·la  | Mujeres de nadie                                 | Nominat   |
| 2011 | Premi Martín Fierro | Actor de repartiment en Drama   | Historias de la primera vez                      | Nominat   |
| 2013 | Premi Martín Fierro | Actor d’Unitari i/o minisèrie   | Homenaje a Teatro Abierto i Historias de corazón | Nominat   |
| 2015 | Premi Tato          | Millr Actor Protagonista        | Historia de un clan                              | Guanyador |
| 2015 | Premi Martín Fierro | Actor d’Unitari ‘/o minisèrie   | Historia de un clan                              | Guanyador |
| 2021 | Premi Konex         | Actor de Televisió              | Período 2011-2020                                | Guanyador |